# Riós
Riós es un municipio español de la provincia de Orense en Galicia. Pertenece a la comarca de Verín y está situado al sureste de esta provincia. 

## Toponimia

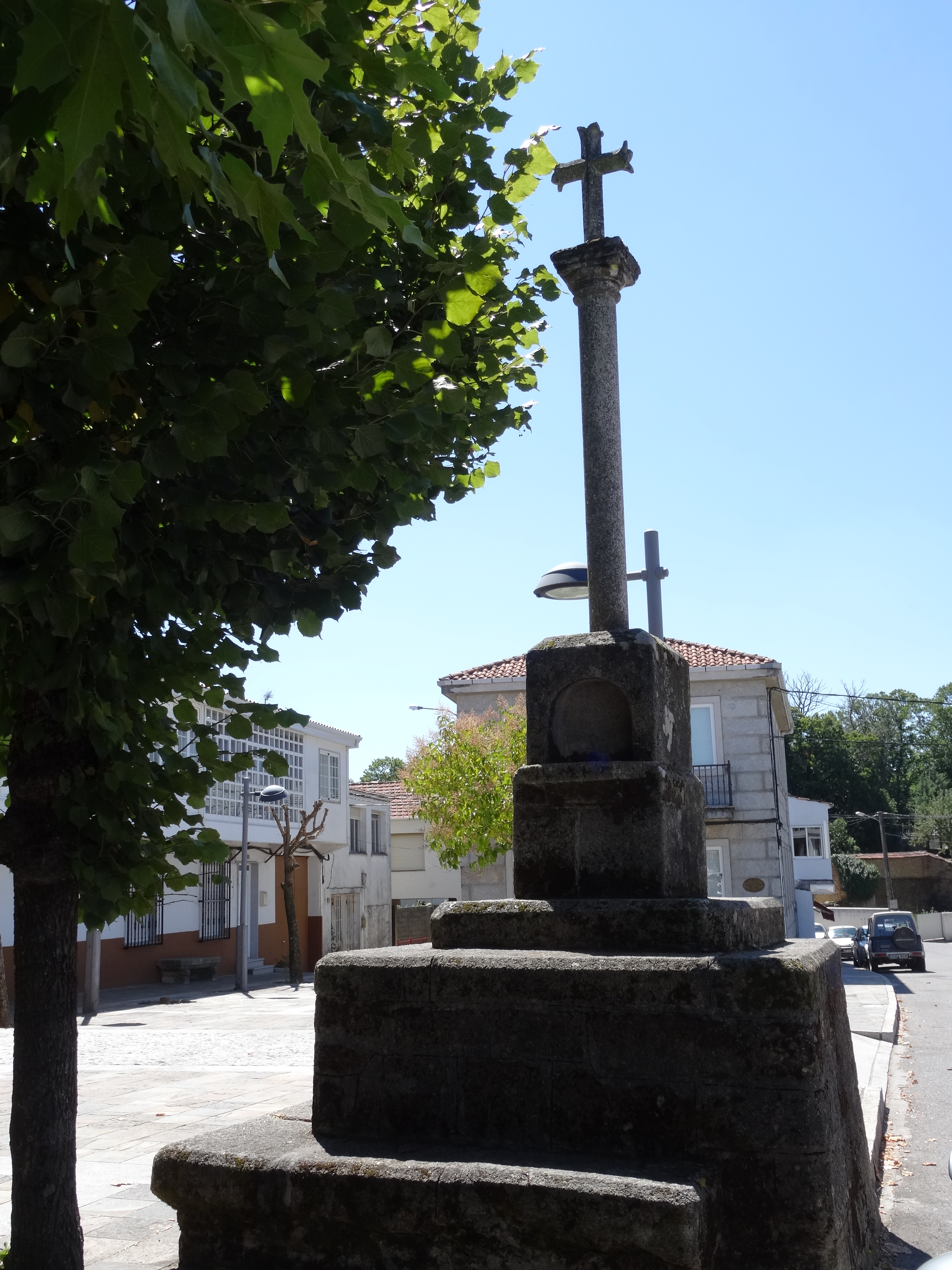
El Cruceiro de Riós.

El curioso nombre del municipio (Riós) no tiene una explicación clara. En principio, la mayoría de los autores cree que se trata de una alteración del nombre original (Ríos) que por influencia del plural gallego de las palabras terminadas en -ón, que en esta zona se hace en -ós: camión-camiós; pantalón-pantalós. Sin embargo esta hipótesis nos llevaría a una hipotética denominación Rión o Rióm desaparecida y que nadie ha explicado claramente. Otros autores, sin embargo, consideran que el origen toponímica se remonta directamente al latín. Los antiguos escritores latinos denominaron la zona "Entre-los-Ríos" (interanerenses o interámnicos son denominaciones utilizadas en diferentes épocas), debido a la abundancia de arroyos y fuentes. El cambio de acentuación en la palabra "Ríos" se habría producido más tarde por motivos no aclarados todavía. Por otra parte, la delimitación de la zona llamada por los textos latinos Entre-los-Ríos resulta difícil, aunque cerca de la parroquia de Castrelo de Abaixo todavía se encuentra un lugar llamado Trambolosríos, en el que se unen los ríos Mente y Arzoá, pero no está claro que sea el mismo lugar de época romana.
Otro ejemplo toponímico semejante se puede encontrar dentro del mismo municipio de Riós, en la parroquia de Rubiós. Seguramente serán necesarias posteriores investigaciones para dilucidar la peculiar toponimia de Riós.
Actualmente el Nomenclátor de Galicia registra Riós como nombre del municipio y de su capitalidad, pero en otras épocas, en documentos medievales y eclesiásticos antiguos, este nombre aparece documentado de otras formas. En la primera mitad del siglo X, en un documento del monasterio de Celanova aparece registrado como Orriolos; Villaurriola (capitalidad) en 1031; Urriós en 1466; Orriós en el Catastro del Marqués de la Ensenada (a mediados del siglo XVIII); Orriós en 1763. En 1777 Pedro González de Ulloa cita "Jurisdicción del Riós" y también "Montañas del Riós", aunque todavía se ve Orriós en el año 1845 en la cartografía de Fontana, y también en 1851 en algunos documentos eclesiásticos. Después también aparece O Riós, Riós (la forma oficial actual), e incluso términos erróneos como "Ríos" o "Los Ríos".
Fernando Cabeza Quiles deja constancia de la posible procedencia del diminutivo latino "riviolos" (ríos pequeños) y otros autores también comparten la misma opinión. Por otra parte tampoco se descarta la posible procedencia de un topónimo de raíz prerromana orr- que significa "alturas, cumbres" o "valles entre montes"; con base en las formas antiguas que se documentan sobre el topónimo, Urriola, Orriolos, Urriós, Orriós, en semejanza a otros localizados en Ourense, en Galicia, en Sanabria y en Portugal, como Orras, (Val de Orras), Urros, Urrós, Urroa, Orra, Orro, Orros, Órrea, Trasorras (Castroverde, Lugo), Valdorros (Burgos), Urrieta (Sanabria) o con Orreta en la zona portuguesa de Trás-os-Montes. En general se le atribuye el significado de "valle entre montañas" y con Urreta (Vimioso), donde también se refiere a "valle o monte con muchos valles", Arrieta, Urieta, Ourreta, Orreta son nombres de unos treinta pequeños valles entre Portugal y Zamora y la palabra posiblemente significa lo mismo en Valdurro (Asturias) o Valdorria (León). Además, teniendo en cuenta la orografía del municipio, resulta adecuado pensar en esta vinculación toponímica.
El 9 de junio del año 2006 Vicente Feijoo Ares, coordinador de los trabajos del proyecto Toponimia de Galicia, recogió más de 4200 nombres propios de aldeas, lugares, tierras de cultivo, montes, vaguadas, fuentes, caminos, piedras, regatos y molinos, con la ayuda de los vecinos del municipio.

## Heráldica

El escudo actual del municipio data del 14 de julio de 2000, siendo emitido por la Comisión de Heráldica da Junta de Galicia a propuesta del propio municipio, en el que se recogen tres alusiones representativas de la realidad –o peculiaridad– física y del propio pasado histórico de las tierras que hoy lo conforman. Así las ondas azules evocan el propio topónimo de Riós, el castaño destaca la especie arbórea predominante en el término municipal, en el que por otra parte la riqueza forestal es muy importante. En el escudo se incluye la cadena de la familia Zúñiga, dispuesta en orla, que permite perpetuar el recuerdo –como ya hicieron otros municipios del contorno– de su vinculación con la noble casa de Monterrey, circunstancia que en este caso adquiere una significación más especial, pues que en este municipio se localizan los núcleos originarios de sus extensos patrimonios gallegos.

## Localización

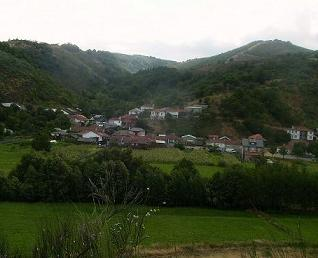
Vista de la aldea de Veiga do Seixo.

A pesar de ser un lugar de paso obligado desde tiempos históricos, el interior del municipio de esta comunidad se comunica a través de carreteras en ocasiones asfaltadas y otras veces simplemente abiertas monte a través. Se dice que cerca de la aldea de Trasestrada pasaba una calzada romana. Seguramente lo hacía desde la aldea próxima de Ventas de la Barrera, lugar por el que transcurren actualmente la N-525 y la autovía A-52, vías de entrada al sur de Galicia. El nombre de Ventas de la Barrera alude probablemente a la parada de postas que existía cuando por el lugar pasaba el camino real de Castilla.
Económicamente y administrativamente, Riós siempre dependió del municipio de Verín (que se encuentra a unos 20 km) y en menor medida de La Gudiña (también a unos 20 km), donde hay una parada de tren (no la hay en Verín). Ya desde la Edad Media, Riós formaba parte de la jurisdicción de Souto Bermudo en el señorío de Monterrey.
Aunque el municipio limita con Portugal, apenas existe constancia de intercambio con los territorios portugueses próximos, seguramente debido a que la frontera en este lugar, es bastante abrupta y llena de barrancos. Es posible que existieran intercambios ocasionales, e incluso intercambios matrimoniales y de población, pero lo único que pervive en la memoria de los paisanos es el numeroso contrabando que se hacía por los estrechos caminos fronterizos a caballo de burros y asnos. Según los relatos orales tradicionalmente consistía en alijos de café, azúcar, telas, ganado (vacuno y caballar), etc.. Después de la guerra civil española, el contrabando se amplió con otros bienes escasos como el pan, la harina, o cemento y plástico.

## Geografía

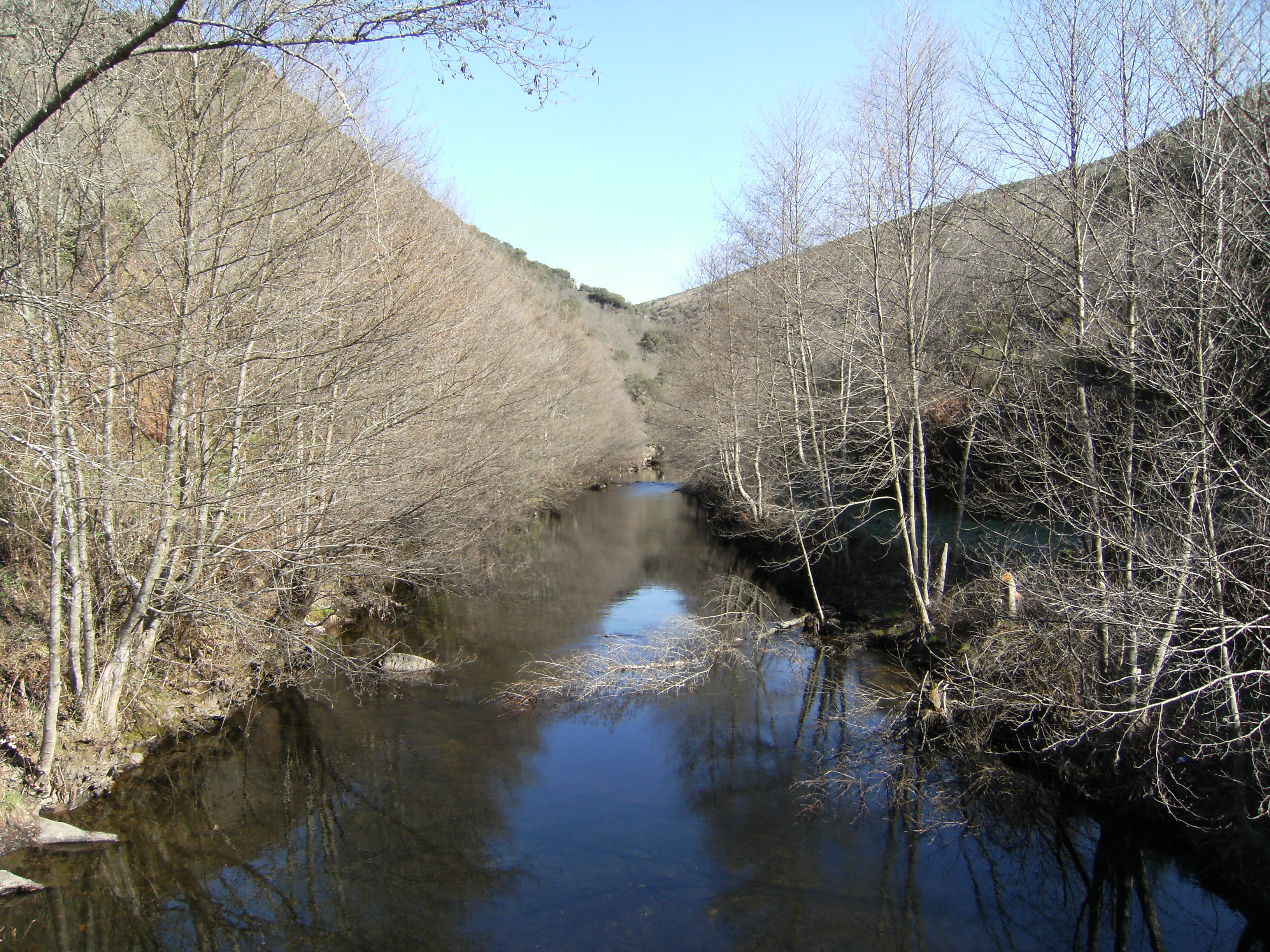
Río Mente.

El término municipal se encuentra en un espacio de transición entre las tierras altas situadas al este y las del valle del río Támega, en las que sobresalen por el sur las alturas de la Sierra de Penas Libres Vilardevós y por el norte las de la Sierra Seca La Gudiña. Su terreno se caracteriza por tener una superficie ondulada en la que se mezclan y combinan una sucesión de valles fluviales y colinas, con una altitud media de 600-800 m. Losas y pelitas, con alguna banda de cuarcítica, son los materiales que componen el sustrato litológico. En sus lindes se encuentran las mayores alturas, situadas en la Urdiñeira (1148 m), hacia el N, Castelo da Pena (941 m) y Alto das Ferrerías (924 m) al suroeste, en los límites con Vilardevós y dentro del territorio municipal varios alineamientos de colinas de oeste a este con alturas que no pasan de los 1000 metros: As Touzas (943 m), Porto dos Bois (868 m), Xermil (930 m), As Canelas (731 m).
Se dice popularmente que en Galicia hay unos diez mil ríos, seguramente contando también los pequeños regatos, y que la tierra fue modelada por estas corrientes de agua. En Riós son también innumerables los hilos cristalinos que bajan ligeros por lomas y cañadas, desembocando en otras corrientes de mayor caudal. Por su volumen de agua destacan en el municipio los ríos Mente, Arzoá y Marcelín. Los tres forman parte de la cuenca fluvial del Duero, después de traspasar la frontera con Portugal. Un contexto singular, orográfico e hidrográfico, antaño bien definido por Ramón Otero Pedrayo: "El Río Mente señala unas amplias cuestas y un comienzo de llanura de sotos y buenos labradíos que la carretera general cruza por Ventas de la Barrera, en el imperio de formas descendidas de Pena Cofre y aún valientes en la indefensión y soledad de la montaña que se hace sierra. Las lomas de Santa Baia y Progos determinan Riós por la banda de Verín. Fumaces, ya en la cuesta desde Verín, comienza los relieves de Riós que por el rumbo de las aguas descienden hacia la tierra portuguesa de Vilariño y tienen relación con las tierras de Vilardebós y la sierra de Penas Libres, esta ya una labrantía bien clara. Los pueblos principales de Riós –Castrelo de Cima, Castrelo de Abaixo, Florderrei Novo, situados en el centro del valle, Maialde, Berrande, Soutochán– se envuelven en sotos y bosques y algunas viñas disfrutando de largueza pastoras. Son islotes o constelaciones geórgicas en el mundo del pastor..."
El clima del municipio es oceánico de montaña, aunque con ciertos matices mediterráneos. Las temperaturas medias que se registran aquí se sitúan alrededor de los 10 °C. Los inviernos suelen ser muy fríos y los veranos suaves. En la estación invernal son frecuentes las heladas y las precipitaciones rondan los 1200 mm, con nevadas en las zonas de mayor altura.
En su flora destaca el árbol del castaño, que abunda y crece vigoroso en esta tierra, en la que es fácil encontrarse con ejemplares centenarios. Parece que se encuentra aquí desde tiempos inmemoriales, ya que la toponimia la constata con lugares como A Pena do Souto, O Souto na Chaira; O Souto, barrio de Marcelín; o parajes como O Souto Tameirón en Riós, Os Soutos da Arzá, con castaños centenarios (Riós/Marcelín); O Souto Grande, donde se hacía antiguamente la fiesta de Riós (15-16 de agosto); O Souto (Castrelo de Cima), O Souto Barato (Pena do Souto), O Souto (Navallo); O Souto y O Souto de Miñambres (Progo); O Souto do Concello (Vilariño das Touzas), O Souto das Chairas (Florderrei), O Souto do Civil (Romariz)… No en vano, el escudo heráldico municipal luce un frondoso castaño.
Los bosques y dehesas de robles proliferan y también crecen aquí otras especies de matorral como la retama, hinojo, etc. y otras variedades propias de las riberas de los ríos.
Las distintas especies de fauna tienen aquí un hábitat propicio para su desarrollo. Mamíferos, aves, reptiles y otros animales de menor tamaño han tenido y tienen su presencia aquí, estereotipados en la toponimia local, así entre otros existen lugares como A Aguieira, O Val de Quiebros, O Pozo do Lobo, A Cigoña, A Pala de Osa o Val de Corzas en Castrelo de Abaixo; A Fraga da Raposa, O Val da Culebra, As Raposeiras, O Foxo (trampa para cazar lobos), O Val da Abelleira u O Raposo en Castrelo de Cima; Os Miotos en San Pedro de Trasverea, O Palomar y A Fraga Bicheira en San Paio; O Val da Culebra y As Raposeiras en Covelas; A Lavandeira en Mourisco; Val de Porquerías y O Niño do Gaio en A Trepa; Penacorveira y A Azureira en O Navallo; O Foxo Vello en Pedroso; O Val das Lebres en Progo, Os Campos da Zorra en Vilariño das Touzas, Os Ichós y A Viña da Bicha en Marcelín, As Corvaceiras en Riós, A Abelleira y O Palomar en Ventas de la Barrera, O Val do Cuco y Os Bubales en A Chaira…
Existe un coto de caza que, además de todo el municipio se extiende al monte de Sanguñedo y Veiga de Nostre. En él hay presencia de piezas de caza mayor y menor: corzo, jabalí, conejo, liebre, perdiz... y el número de socios ronda los doscientos. El asociacionismo en la pesca está representado por la Asociación de Pescadores Río Mente.
Aparte de las especies propias de la zona meridional de Galicia en el municipio existen varias especies de flora y fauna particularmente escasas en la comunidad:
flora: Encina (Quercus ilex ssp. rotundifolia), Arce de Montpellier (Acer monspessulanum)
fauna: Abejaruco (Merops apiaster), Golondrina dáurica (Hirundo daurica), Carraca (Coracias garrulus), Salamanquesa común (Tarentola mauritanica).

## Historia

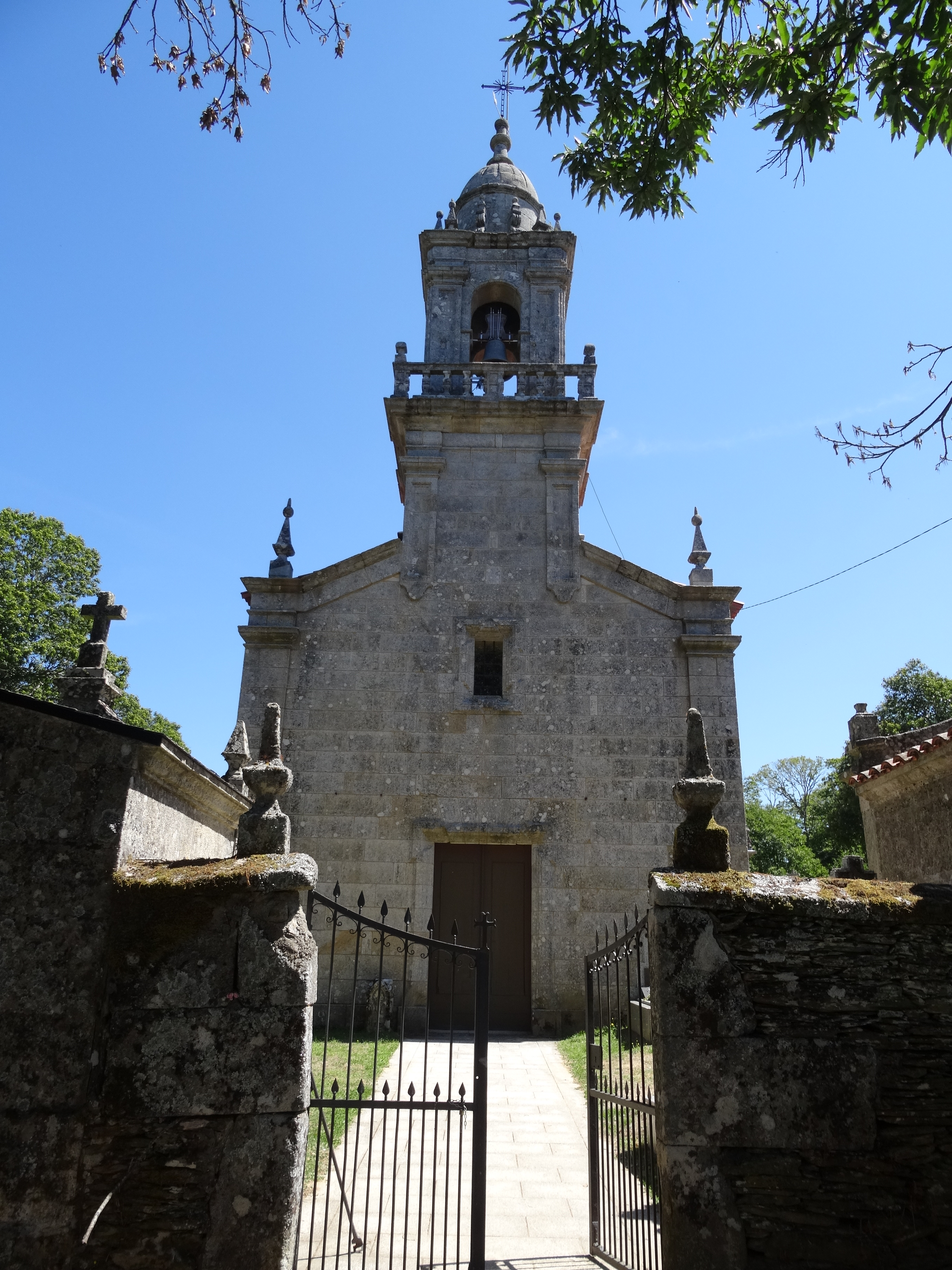
Iglesia de Santa María de Riós.

Los primeros pobladores del territorio del actual municipio de Riós (también conocido en las fuentes históricas como O Riós, Orriós o País de o Ríos) fueron los interamnios, que pertenecían al conjunto de los pueblos interamnenses, término que alude a la presencia de ríos que "intermedian", con abundantes truchas y anguilas. Este pueblo es uno de los que figuran en la inscripción del puente romano de Chaves, llamada "Padrón dos pobos" junto con tamaganos, bibalos y límicos, todos ellos extendidos por la zona meridional de Galicia.
Desde la Edad Media la villa fue lugar de paso de una vía de peregrinación jacobea importante, la Ruta de la Plata, que penetraba desde el reino de Castilla hasta Santiago de Compostela. Durante el Antiguo Régimen las parroquias que integran el actual municipio de Riós se integraron en la jurisdicción de Souto Bermudo, señorío del conde de Monterrey. Al ser un territorio fronterizo entre España y Portugal sufrió los avatares de las relaciones entre los dos países. En 1569, los ejércitos portugueses atravesaron el territorio siguiendo la Ruta de la Plata y llegaron hasta La Gudiña antes de ser expulsados. La proclamación de la Constitución española de 1812 supuso la abolición del régimen señorial y su sustitución por una administración municipal del territorio. En aquel momento se produjo la creación de los municipios de Riós y Castrelo. En 1823 Fernando VII derogó la Constitución, lo que supuso la supresión de estos municipios y la restauración del régimen señorial. La definitiva recuperación de la municipalidad se produjo en 1835 cuando surgió el municipio de Riós, que abarca Riós y Castrelo.

## Geografía humana

### Demografía
Cuenta con una población de 1407 habitantes (INE 2024).
| Gráfica de evolución demográfica de Riós entre 1842 y 2021                                                            |
| |
| Población de derecho según los censos de población del INE. Población de hecho según los censos de población del INE. |

Aunque el territorio de Riós sea bastante extenso (unos 112 kilómetros cuadrados), el municipio cuenta con una población muy baja: apenas 2097 personas según el censo del año 2004 (2132 en 2002). Sin embargo, esta población se encuentra muy envejecida debido a la intensa emigración hacia Alemania, Francia, Suiza, Brasil, Argentina y el resto de España.
La densidad de población es muy baja (de hecho, linda con los territorios más despoblados de Galicia) y la población se encuentra en retroceso. La población se encuentra dispersa a lo largo de su vasto territorio en pequeñas aldeas y lugares, que oscilan entre los treinta y los cinco vecinos. Sólo la aldea de Riós, donde se encuentra situado el ayuntamiento, tiene una población más considerable. Población en 2009: 1907 personas según el IGE.
| Evolución de la población de Riós - desde 1900 hasta 2022 -                                                                          |      |      |      |      |         |         |         |         |          |          |          |          |
| 1900 | 1930 | 1950 | 1981 | 2004 | 2007    | 2010    | 2011    | 2012    | 2013     | 2020     | 2021     | 2022     |
| 4664 | 4966 | 5169 | 5008 | 2097 | {{{6}}} | {{{7}}} | {{{8}}} | {{{9}}} | {{{10}}} | {{{11}}} | {{{12}}} | {{{13}}} |
| Fuentes: INE e IGE (Los criterios de registro censal variaron entre 1900 y 2011, y los datos del INE y del IGE pueden no coincidir.) |      |      |      |      |         |         |         |         |          |          |          |          |

### Organización territorial
El municipio está formado por treinta y siete entidades de población distribuidas en ocho parroquias:
- Castrelo de Abajo[3] (Santa María)[2][5]
- Castrelo de Cima (Santa María)
- Navallo[3] (San Vicente)[2][6][7]
- Progo (San Miguel)
- Riós (Santa María)
- Rubiós (San Pedro)
- Trasestrada (San Esteban)[2][8]
- Trepa[3] (Santa María)[2][9][10]

## Base económica

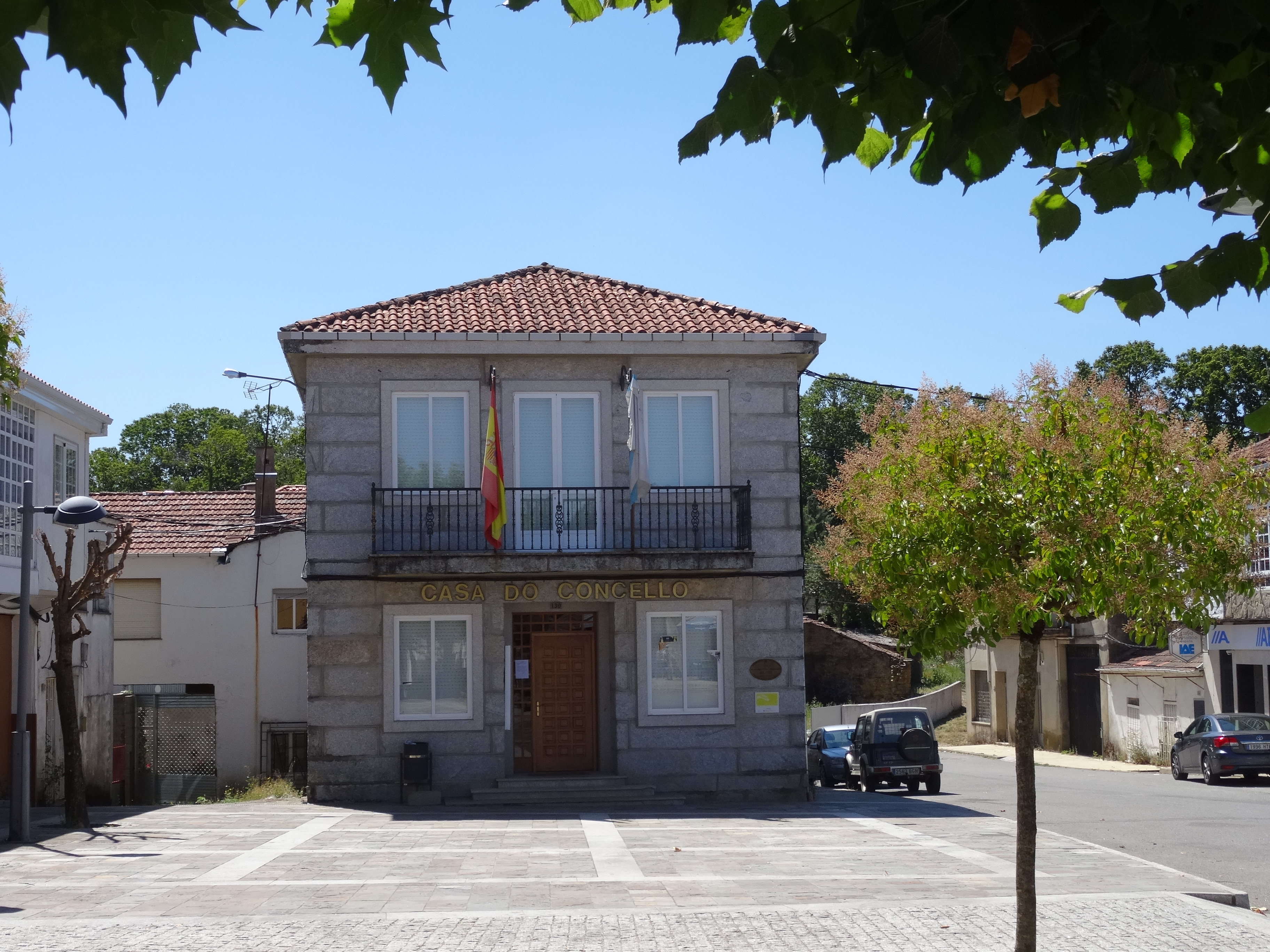
Ayuntamiento de Riós.

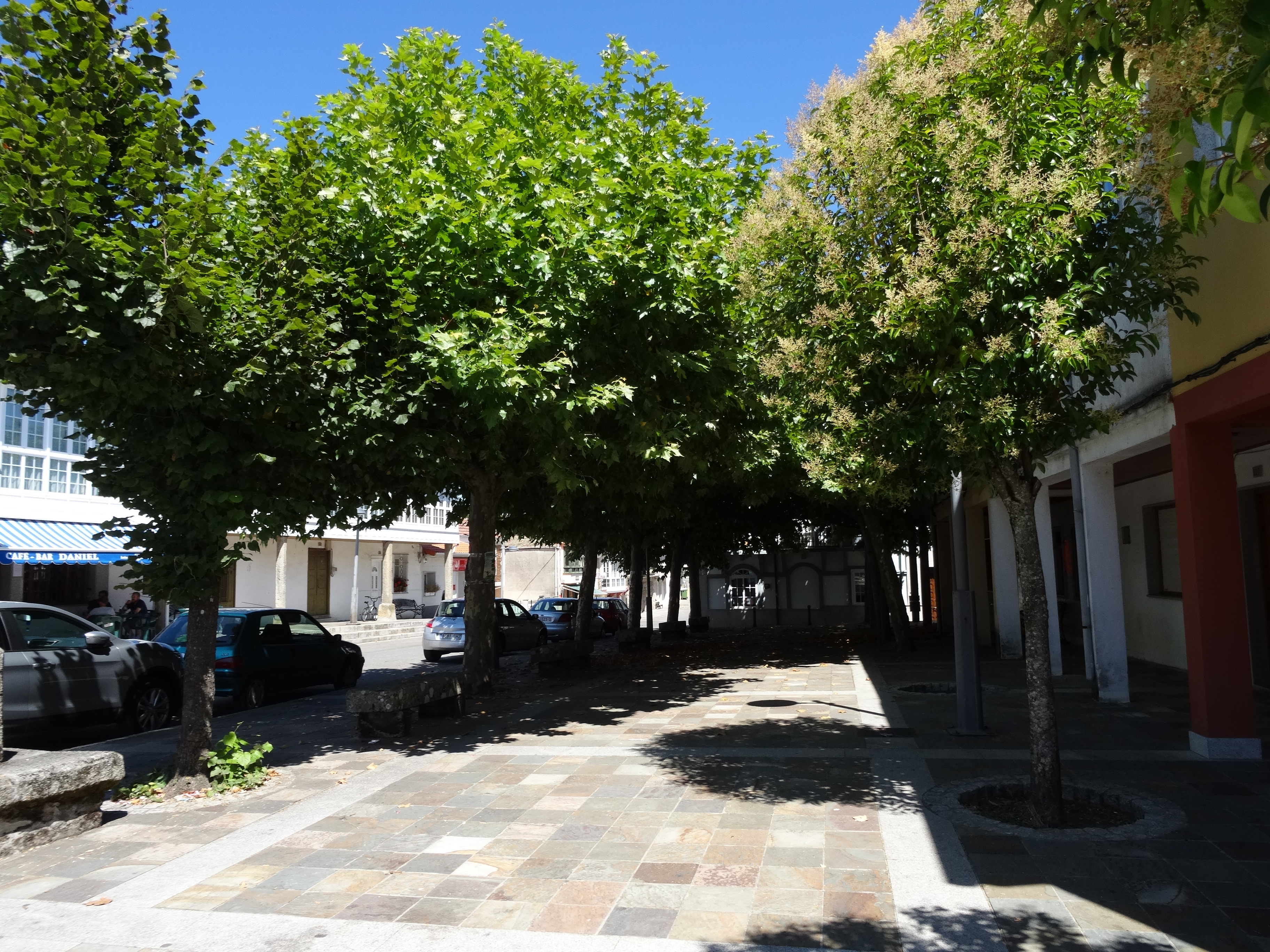
Plaza del concello de Riós.

Tradicionalmente el municipio ha tenido una economía de base agrícola y ganadera, dependiente del Valle de Verín.
Sus principales producciones eran la patata, el maíz, la castaña (son numerosos los bosques de castaños y las variedades de castaña de la zona poseen una merecida fama), forraje para el ganado y en menor medida, trigo y cebada. En las riberas de los ríos Lamas y Mente se cultivaba lino, pero su producción decayó hasta desaparecer en la década de 1950. Actualmente también se procede a la recogida de setas.
Dentro de la ganadería destacan las cabañas bovina, porcina y aviar, y en menor medida la equina y caprina. Las vacas y bueyes eran, como en la mayor parte de Galicia, utilizados como fuerza de trabajo y para la producción de carne, y de forma secundaria de leche y mantequilla. El cerdo era y sigue siendo la base de la alimentación humana en la zona. Las ovejas tuvieron una fuerte presencia en los montes de Riós, principalmente destinadas a la producción cárnica, y en menor medida, lanar. Desde la década de 1950 el número de ovejas ha ido decayendo, aunque se ha mantenido el de cabras, especialmente por su leche (la leche de vaca sólo fue abundante y barata a partir de la década de 1970) y por la carne de los cabritos. Habitualmente una familia de labriegos de Riós poseía, a partir de los datos extraídos de la redención de foros de 1929, unas tres o cuatro vacas, una o dos cabras, gallinas y pollos en cantidad variable, uno o dos cerdos y media docena de conejos.
En los últimos años, debido al despoblamiento y al envejecimiento de la población, la agricultura y la ganadería se encuentran en un notable retroceso. Las explotaciones, como en otros muchos lugares de Galicia, se tecnificaron aunque debido a su tamaño (por debajo de la media gallega) dificulta su rentabilidad a largo plazo. Recientemente se introdujo en el municipio un proyecto ecológico para la recuperación del ganado vacuno de raza vianesa.
Existen algunas explotaciones lecheras pero su pequeño tamaño no les augura demasiado futura de continuar en sus actuales condiciones. De este modo, una gran parte de la actividad económica de Riós recae actualmente en la recogida de la castaña. De hecho, en la aldea de Trasestrada, en el lugar de A Igrexa, se ha creado un Centro de Interpretación de la Castaña financiado por la Unión Europea. Sin embargo, en los últimos años el cultivo de la castaña se ha visto afectado por diversas plagas que diezmaron las poblaciones de castaños. Además, muchos de estos árboles son centenarios (algunos de ellos probablemente lleguen a los mil años) y sólo en época reciente se iniciaron nuevas plantaciones de castaño para sustituir a los árboles que previsiblemente irán muriendo y desapareciendo a medio plazo.
También se observa un ligero aumento en las actividades apícolas y de recolección de setas, mientras que las plantaciones tradicionales de maíz, (atacadas por los jabalíes), de patatas (sólo plantadas para el autoconsumo) y de trigo (cuya explotación no pudo ser mecanizada por el terreno abrupto están siendo abandonadas. Algunas plantaciones de eucaliptos y sobre todo de chopos en los bosques al pie de los ríos, han comenzado a aparecer en los últimos años, alterando el paisaje tradicional. Además, el precio medio de las tierras ha caído en picado y muchos de sus dueños las tienen en barbecho o completamente abandonadas o arrendadas a los pocos paisanos que todavía conservan los antiguos métodos de labranza.
Aunque el municipio fue repoblado con pinos por ICONA durante la década de 1950 no parece que el sector forestal vaya a alcanzar un importante desarrollo en los próximos años. Es preocupante la introducción de eucaliptos, cuyos rendimientos forestales son menores que los de los pinos debido a la altitud y a las heladas invernales. También se introdujeron chopos. Sin embargo, la caída en los precios de la madera no parece que vaya a producir rentabilidad a corto plazo a los propietarios.

## Monumentos
La parroquia de Santa María de Riós, que tiene una iglesia barroca del siglo XVIII, que se terminó de construir en 1718. Esta iglesia fue construida siendo abad don Antonio Ramos Moscoso. También es necesario mencionar las iglesias parroquiales de Santa María de Castrelo de Abaixo, Santa María de Castrelo de Cima, la de San Miguel de la parroquia de Progo y la iglesia de San Esteban en Trasestrada. Otra construcción interesante de carácter religioso es el crucero de Santa María de Riós.
También especial relevancia tiene el antiguo puente que se sitúa en el lugar denominado O Mente, que atraviesa dicho río, y que data del siglo XVIII, aunque actualmente las autoridades del lugar no consideran oportuno adecentarlo para su visita. Curiosidades del progreso, cercano a este antiguo puente se encuentra otro más reciente de principios del siglo XX, y entre los dos se puede observar como en su tiempo hubo un tercero más antiguo. Con la llegada de los accesos a Castilla, se construyó un gran viaducto, que a su vez se vio superado por otro de mayores dimensiones al realizarse las obras de la autovía A52, quedando de esta forma los cuatro puentes juntos.
Por todo el territorio municipal están dispersos algunos castros pero casi ninguno se encuentra en condiciones de ser visitado con facilidad.
En el pueblo de A Silva se conserva un antiguo molino de agua, recientemente restaurado y habilitado para el turismo.
No obstante, lo más interesante de la zona es su inmenso bosque de robles, castaños y pinos que ocupa la mayor parte del municipio, así como sus valles y paisajes naturales que en la zona lindante de Portugal tienen la categoría de parque natural.

## Festividades

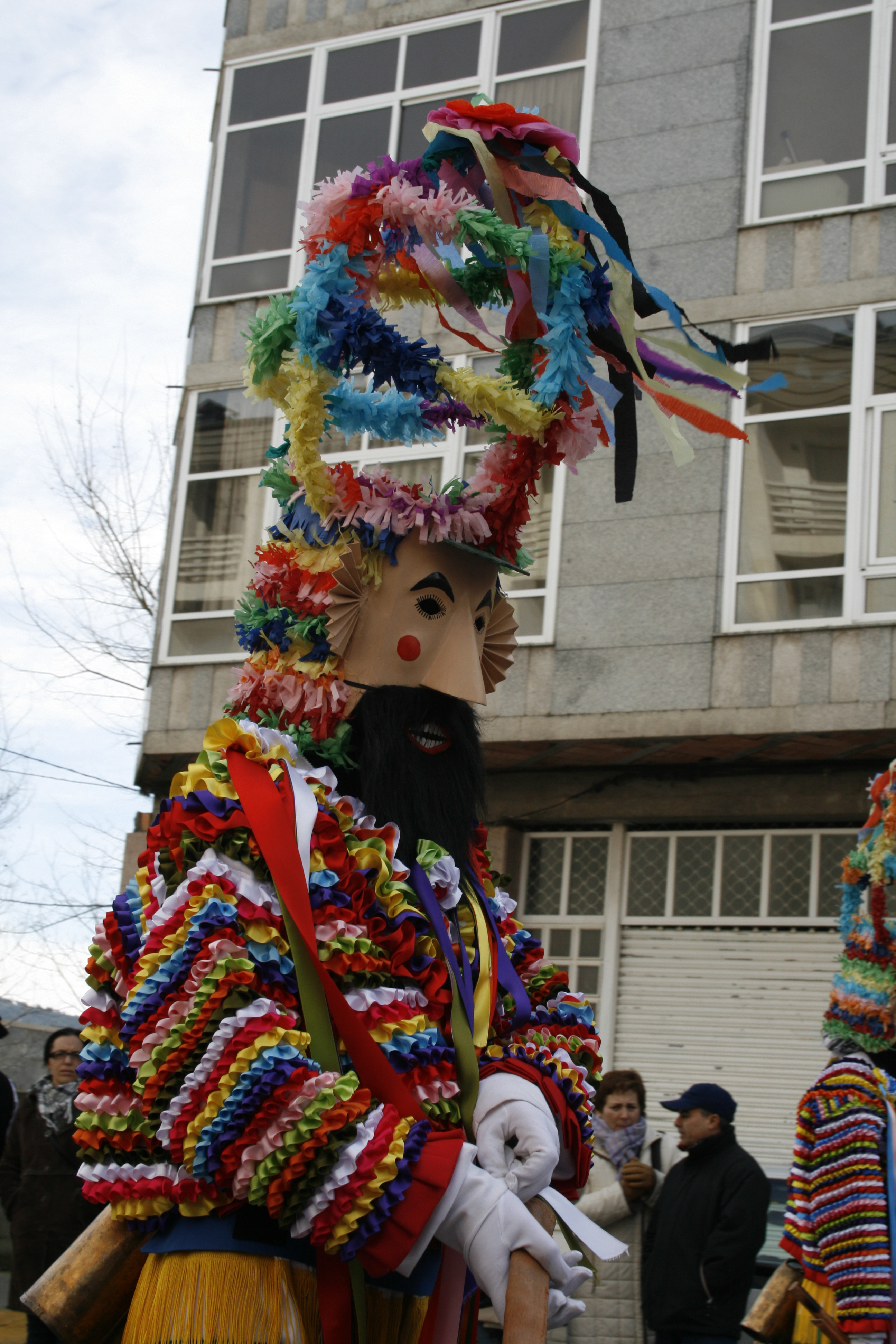
El "vellarrón", la máscara tradicional del carnaval de Castrelo de Cima.

La festividad más importante del municipio de Riós se celebra el 15 de agosto.
En el pueblo de Castrelo de Cima se celebra la fiesta da Queimada,  en septiembre, en honor de la Virgen de los Remedios. Existía un carnaval tradicional con máscaras y trajes típicos ("vellarróns") en Castrelo de Cima y A Veiga do Seixo, aunque desaparecieron hace varias décadas. Actualmente el municipio de Riós patrocina la recuperación de estas vestimentas en el marco de los carnavales de la comarca de Verín.
Estos trajes de carnaval llevan una careta de cartón duro, donde resalta una afilada nariz con bigote y barba hechos de lana de oveja de color negro; espesas cejas; una blanca dentadura y unas grandes orejas de papel. El traje consta de una camisa de algodón con lazos de once colores y un calzón con flecos coloreados. Y los complementos son una pañoleta blanca, faja, botas, pololos y un palo.
La diferencia principal entre el traje de Castrelo y el de A Veiga consistía en que en el primer caso el traje llevaba tiras de tela mientras que en el segundo estas tiras eran de papeles.
En los últimos años en otoño se celebra en Riós a "Festa da castaña e do cogumelo" (Fiesta de la castaña y la seta) para poner en valor los productos gastronómicos de la zona.
También se ha consolidado, en su VIII edición, el "Festival das Artes Escénicas, Abelardo Gabriel" (www.festivalderios.es), que se celebre todos los años los días 13 y 14 de agosto y que constituye una importante muestra folcklórica, musical y cinematográfica de exaltación de la riqueza cultural de  Galicia, y en el que han participado los más importantes músicos y actores gallegos (Cristina Pato, Maria do Ceo, Mercedes Peón, Carlos Blanco, Luis Tosar, Los Suaves, Javier Gutiérrez, Rosa Cedrón, Antonio Durán "Morris", Manuel Manquiña, etc.). Recientemente se creó, dentro del festival, una peculiar ruta "La Ruta del Talento" que pretende crear una simbiosis entre el ser humano y los castaños de Riós, y que consiste en colocar el nombre de personajes que hayan destacado en sus diferentes ámbitos, a un castaño de la zona para perpetuar la memoria de estos personajes. Ya tienen su nombre, Moncho Fernández, entrenador de baloncesto, Javier Gutiérrez, actor, Carlos Sobera, presentador de televisión, Carmen Avendaño, de la Fundación Erguete, María do Ceo, cantante y Roberto Verino, diseñador de moda y productor de vinos. 
El impulsor de este ambicioso festival y sus actividades paralelas es Rubén Riós, actor, director y productor, nacido en Riós.